# 长萼芒毛苣苔
长萼芒毛苣苔（学名：Aeschynanthus sinolongicalyx），为苦苣苔科芒毛苣苔属下的一个植物种。其种加词“sinolongicalyx”意为“产中国的长花萼的”。花萼裂片长3-3.3 cm，模式标本产自云南屏边。